# Piddig
Piddig (Bayan ng Piddig) är en kommun i Filippinerna. Kommunen ligger på ön Luzon, och tillhör provinsen Norra Ilocos. Folkmängden uppgår till 19 059 invånare.

## Barangayer
Piddig är indelat i 23 barangayer.
| - Ab-abut - Abucay - Anao (Pob.) - Arua-ay - Bimmanga - Boyboy - Cabaroan (Pob.) - Calambeg - Callusa - Dupitac - Estancia - Gayamat | - Lagandit - Libnaoan - Loing (Pob.) - Maab-abaca - Mangitayag - Maruaya - San Antonio - Santa Maria - Sucsuquen - Tangaoan - Tonoton |